# Klingenberg (Saxe)
Pour les articles homonymes, voir Klingenberg.
Klingenberg  est une commune de Saxe (Allemagne), située dans l'arrondissement de Suisse-Saxonne-Monts-Métallifères-de-l'Est, créée avec effet au 31 décembre 2012 par la fusion des anciennes communes de Höckendorf et Pretzschendorf. Elle porte le nom du village de Klingenberg qui est connu grâce à son lac de barrage et la gare de Klingenberg-Colmnitz.

## Composition territoriale
La commune de Klingenberg regroupe 11 villages : Beerwalde, Borlas, Colmnitz (avec Folge), Friedersdorf, Höckendorf (avec Edle Krone), Klingenberg, Obercunnersdorf, Paulshain, Pretzschendorf, Röthenbach et Ruppendorf.

## Personnalités liées à la ville
- Horst Böhme (1909-1945), militaire né à Colmnitz.